# Hellula
Hellula é um gênero de mariposa pertencente à família Crambidae.